# Cafè de Colòmbia
Cafè de Colòmbia és un segell de qualitat atorgat per la Federación Nacional de Cafeteros de Colombia i una indicació geogràfica protegida reconeguda per la Unió Europea l'any 2007.
Cafè de Colòmbia és simbolitzada en un logotip que representa Juan Valdez, personatge creat per l'agència Doyle Dane Bernbach el març de 1981. Al logotip apareix Juan Valdez, la seva burra Conchita i les muntanyes colombianes al fons. Identifica els productes que continguin cafè cent per cent colombià, productes aprovats per la Federación Nacional de Cafeteros de Colombia.
Vegeu també: Eix cafeter